# Tiszaderzsi templomrom
A tiszaderzsi Domonkos-rendi templomrom egy Árpád-kori templom csekély maradványa Tiszaderzs faluban.

## Története
A Szűz Máriának szentelt templom története nem teljesen tisztázott. Építéséhez a hely adottságainak megfelelően könnyen hozzáférhető agyagot használtak, melyet helyben égettek téglává. Román stílusban épült feltehetőleg még a 12. században, az akkor még Ders nevű falu számára, a Tomaj-nemzetségnek, mint a környék urainak támogatásával. A tatárjárás során a környék elnéptelenedett, de maga a templom túlélte a pusztítást. A környékre ezután kunokat telepítettek le, az ő térítésükre érkezett a Domonkos-rend. Birtokba vették az elhagyott templomot, majd lakóhelyül kolostort építettek mellé. Neve ettől fogva Domonkos-rendi templom volt.  
Noha a falu a török időkben többször elnéptelenedett, majd újra benépesült, a templom túlélte ezt a korszakot is. A reformáció elterjedése után református templomként működött. Pusztulása 1706 őszén következett be, amikor a Kassa hiábavaló ostromán feldühödött Jean Rabutin császári tábornok zsoldosai a faluval együtt felégették. A Tiszaderzs mellett több másik települést és lakóit, köztük Tiszafüredet és Karcagot is elpusztító, katonailag céltalan bosszúhadjáratot „Rabutin járása” néven emlegették. A használhatatlanná vált templom tégláit az 1710 után vissza- és betelepülő lakosság az építkezésekhez széthordta. A falunak ezután kilencven évig nem volt kőtemploma, míg az új református templom 1795-96 között fel nem épült. 
A templomból mára csak a bejárati rész és a felette lévő toronytöredék, valamint egy falmaradvány maradt fenn. Részletes régészeti feltárásáról nincs információ.

## Felkeresése
Tiszaderzs központjától Abádszalók irányába haladva, az új templomtól mintegy 300 méterre, a jobbra nyíló Ady Endre utca elején, egy rendezett kis parkban található, szabadon látogatható.  